# Capensibufo selenophos
Capensibufo selenophos é uma espécie de anfíbio anuro da família Bufonidae. O seu estado de conservação ainda não foi avaliado pela Lista Vermelha da UICN. Está presente na África do Sul.